# Rio Corni (Micota)
O Rio Corni é um rio da Romênia, afluente do Micota, localizado no distrito de Caraş-Severin.